# استان موئو
استان موئو (به اسپانیایی: Provincia de Moho) یک استان در پرو است که در منطقه پونو واقع شده‌است. استان موئو ۱٬۰۰۵٫۲۵ کیلومتر مربع مساحت و ۲۸٬۱۴۹ نفر جمعیت دارد و ۳٬۸۴۱ متر بالاتر از سطح دریا واقع شده‌است.